# Buszkoiana
Buszkoiana is een geslacht van vlinders van de familie vedermotten (Pterophoridae).

## Soorten
- B. capnodactyla Zeller, 1841
- B. capnodactylus

Chocolaatje (Zeller, 1841)